# Elementals
Els elementals són criatures que simbolitzen els elements clàssics en alquímia des de Paracels. Apareixen en tractats de filosofia medieval, en la literatura fantasy i alguns jocs de guerra, com per exemple Dungeons & Dragons o Spectromancer.
L'elemental de la terra equival als follets, el de l'aigua a l'ondina, l'aire correspon al sílfide i el foc a les salamandres. Totes elles són criatures pròpies del folklore europeu que han adquirit un nou valor pel seu hàbitat usual a les històries populars. En alguns estudiosos s'identifiquen amb encarnacions del dimoni que usa el poder de la natura per poder dur a terme els seus designis.